# Мишиф (језик)
Мишиф (енгл. Michif, Metis Creole, Plains Cree-French Mixed Language, French Cree), је посебна врста језика којим говори на глобалном нивоу око 830 особа (око 600 Метиса, припадника народа који живе на бројним локација у Канади (према попису из 1998) и 230 Метиса који живе у Северној Дакоти (према попису из 2000). Овим језиком углавном говоре старији људи преко 70-те године живота.

## Карактеристике језика
Мишиф је јединствени Француско—Кри креолски језик који за изговор користи француске именице, Кри глаголе и неке од локалних речни позајмљене од индијанских језика као што су Оџибва или Дене.
За разлику од већине креолских језика, Мишиф користи не мало граматички поједностављене - полисинтетичке глаголске фразе, које су у језику Кри сачуване у њиховој потпуној сложености.
Вероватно да је Мишиф настао, у вербалним комуникацијама између Првих народа и Француза који су покушавали да комуницирају једни са другима, а другим делом и са жељом да сваки од ових народа сачува свој идентитет и повремено говори оба језика (слично као у Јидишу у Европи).
Већина корисника Мишифа данас не говори нити Кри нити француски. Док њихова деца све више не уче Мишиф јер га водећих лингвиста класификују у „морибундан” језик (који води ка нестанку), и поред тога што неке заједнице Метиса настоје да оживе његову употребу и културу.

## Речник
Поређење неких стандардних речи на српском, енглеском, француском, Мишиф и Кри језику.
| Српски | Енглески | Француски            | Мишиф                       | Кри        |
| Један  | One      | Un                   | Haen, Peeyak                | Pêyak      |
| Два    | Two      | Deux                 | Deu                         | Nîso       |
| Три    | Three    | Trois                | Trwaa                       | Nisto      |
| Четири | Four     | Quatre               | Kaet                        | Nêwo       |
| Пет    | Five     | Cinq                 | Saenk                       | Nîyânan    |
| Човек  | Man      | Homme (L'homme)      | Lom                         | Nâpêw      |
| Пас    | Dog      | Chien                | Shyaeñ, Shyen               | Atim       |
| Сунце  | Sun      | Soleil               | Saley                       | Pîsim      |
| Вода   | Water    | Eau (De l'eau)       | Dilo                        | Nipîy      |
| Бело   | White    | Blanc                | Blañ                        | Wâpiskâw   |
| Жуто   | Yellow   | Jaune                | Zhun                        | Osâwâw     |
| Црвено | Red      | Rouge                | Ruzh                        | Mihkwâw    |
| Црно   | Вlack    | Noir                 | Nwer                        | Kaskitêwâw |
| Јести  | Manger   | Miichishow; Miitshow | Mîcisiw                     |            |
| Види   | See      | Voir                 | Waapow                      | Wâpiw      |
| Чуј    | Hear     | Entendre             | Peehtam                     | Pêhtam     |
| Певати | Sing     | Chanter              | Nakamow                     | Nikamôw    |
| Одлази | Leave    | Partir               | Shipweeteew; Atishipweeteew | Sipwêtêw   |

## Порекло речи у Мишиф језику
- Именице: 83-94% француског порекла; Кри-порекла или Оџибве пореклео, енглеског порекла.
- Глаголи: 88-99% Кри порекла
- Упитне речи: Кри порекла
- Лични заменици: Кри језик
- Постпозииције: Кри порекла
- Предлози: француског порекла
- Конјункције: 55% Кри порекла; 40% француског порекла
- Бројеви: француског порекла
- Демонстративи (детерминанти и заменице): Кри порекла
- Личне заменице: Кри језик

## Лингвистички нормативи Мишиф језика
| Назив                               | Michif, Cree                                                                       |
| Тип                                 | Језик                                                                              |
| Алтернативни називи                 | Michif; Plains Cree-French Mixed Language; French Cree; Mitchif                    |
| Говори се у:                        | Канади и САД                                                                       |
| Број особа које говоре овим језиком | 230 у САД (2000), 600 у Канади. На глобалном нивоу: 830                            |
| Бројна ознака                       | 990 (World Oral Literature Project)                                                |
| Кодна ознака                        | crg                                                                                |
| Стандард и код                      | ISO 639-3                                                                          |
| Документација                       | SIL                                                                                |
| Породица                            | Algic (Algonquian-Wiyot-Yurok, Algonquian-Ritwan)                                  |
| Субгрупа                            | Algonquian; Algonkin; Algonkian; Algonkin-Lenape; Saskatchawiner; Arapahoes (algo) |

## Значење речи Метис
Реч Метис има два различита значења у Канади:
- Прво — било који индијанац мешовите крви (Métis значи помешано на француском језику), који имају статус Абориџина у Канади
- Друго — чланови одређене културолошке групе мешовитог порекла, потомци првенствено француских трговаца и Кри Индијаца. Само ова група говори Мишиф језиком.

## Историја
Метиси који живе у свим покрајинама у Канади немају сви исто порекло, и много мање исте историјске услове, тако да је сумирање њихове историје као групе тешко.
Један догађај се истиче у историји Канаде као нарочито важан за Метисе, а то је северозападна побуна из 1885. године, која је била условљена кршењем права од стране канадске владе над земљишним правима Метиса и ускраћивања хране и залиха како би се постигла усаглашеност.
Тада су се Метиса из Саскачевана предвођени Луисом Риелом, јунаком Метиса који је успоставио Манитобу као покрајину заједно са локалним Кри народом устали у оружаном побуни против канадских владиних институција због злоупотреба земље. Побуна је била краткотрајна и још увек контроверзна, али свакако је привукла пажњу на стид надокнадивих народа у Канади. Риел, са осам других Индијаца, је погубљен али захваљујући његовој улози у побуни он је остао икона Метиса поноса и самодетерминизма до данас.

## Ревитализација језика
Културни центри Метиса, као што су Институт за културу Мишифа, Центар за ресурсе Метиса у Сент Алберти,, Алберта, Центар за културу и наслеђе Метис у Винипегу, и Институт Габријел Димон за основне студије и примењена истраживања покушавају да у 21. веку оживе Мишиф језик Метиса преко јавног информисања.
Током 2013. године,  Northern Journal известио је да уобичајени језик и култура постају све видљивији у Алберти, с обзиром да је школа Alberta's Northland School Division која је претежно служила за школовање деце првимх народа и студената Метиса у северном делу покрајине Алберта, настоји да прошири своје заједничко партнерство са камповима за културу у Канади.